# Rajon Schtschastja
Der Rajon Schtschastja (ukrainisch Щастинський район/Schtschastynskyj rajon; russisch Счастьенский район/Stschastjenski rajon) ist ein ukrainischer Rajon mit etwa 75.000 Einwohnern. Er liegt in der Oblast Luhansk und hat eine Fläche von 3380 km², der Verwaltungssitz befand sich von 2014 bis 2022 in der Stadt Nowoajdar, da die namensgebende Stadt Schtschastja zu Nahe der Front zu den Separatistengebieten der Volksrepublik Lugansk lag. Seit Februar 2022 ist der Rajon durch Russland besetzt und seit September 2022 annektiert. Er steht somit nicht unter ukrainischer Kontrolle. Aus diesem Grund besteht der Rajon nur de jure und nicht de facto.

## Geographie
Der Rajon liegt im Zentrum und Osten der Oblast Luhansk und grenzt im Norden an den Rajon Starobilsk, im Osten an Russland (Oblast Rostow, Rajon Tarassowski im Süden, Rajon Millerowo im Norden), im Südosten an den Rajon Dowschansk, im Süden an den Rajon Luhansk, im Südwesten an den Rajon Altschewsk sowie im Westen an den Rajon Sjewjerodonezk.

## Geschichte
Der Rajon entstand am 17. Juli 2020 im Zuge einer großen Rajonsreform durch die Vereinigung der Rajone Nowoajdar und Stanytschno-Luhanske.

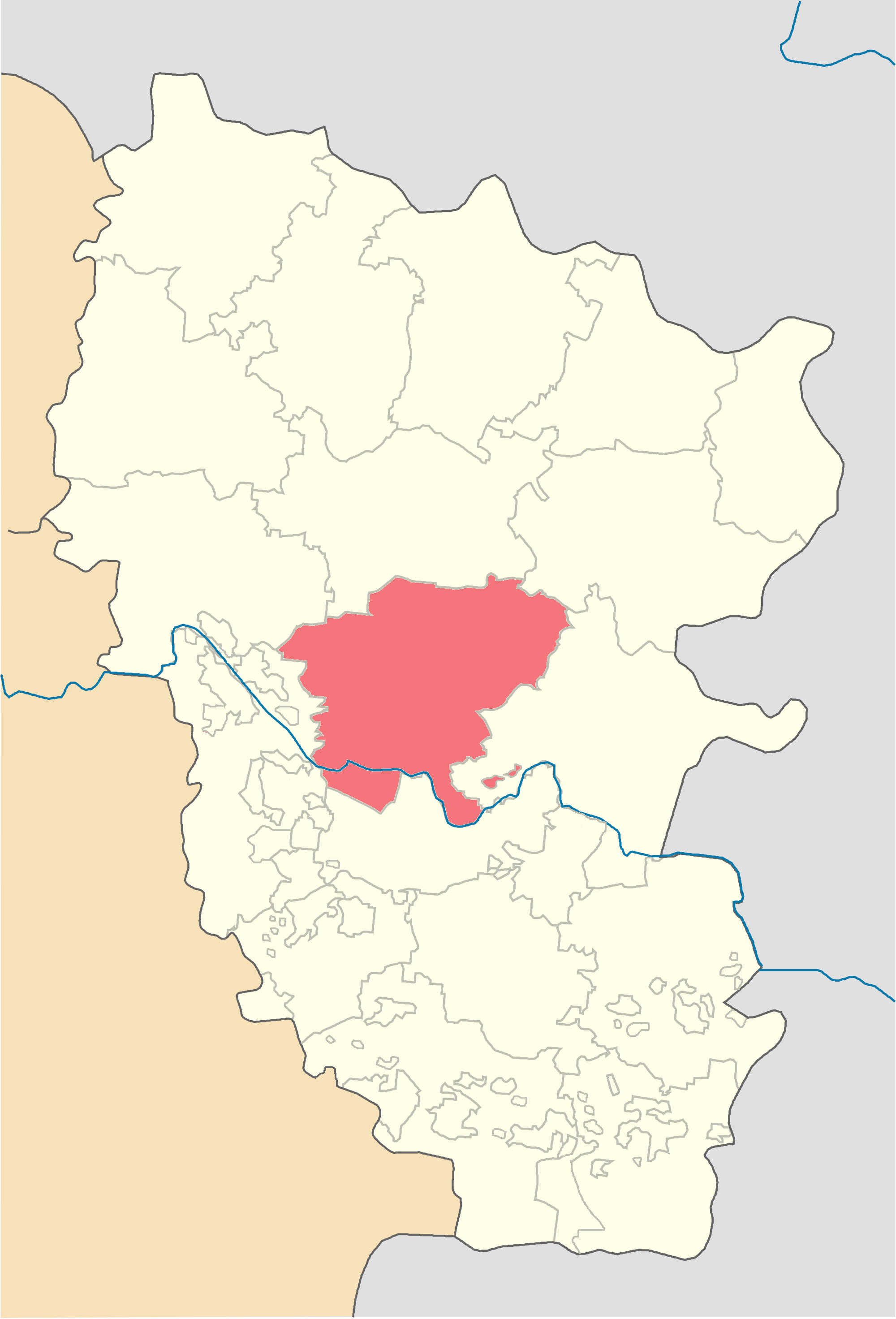
Rajon Nowoajdar bis Juli 2020
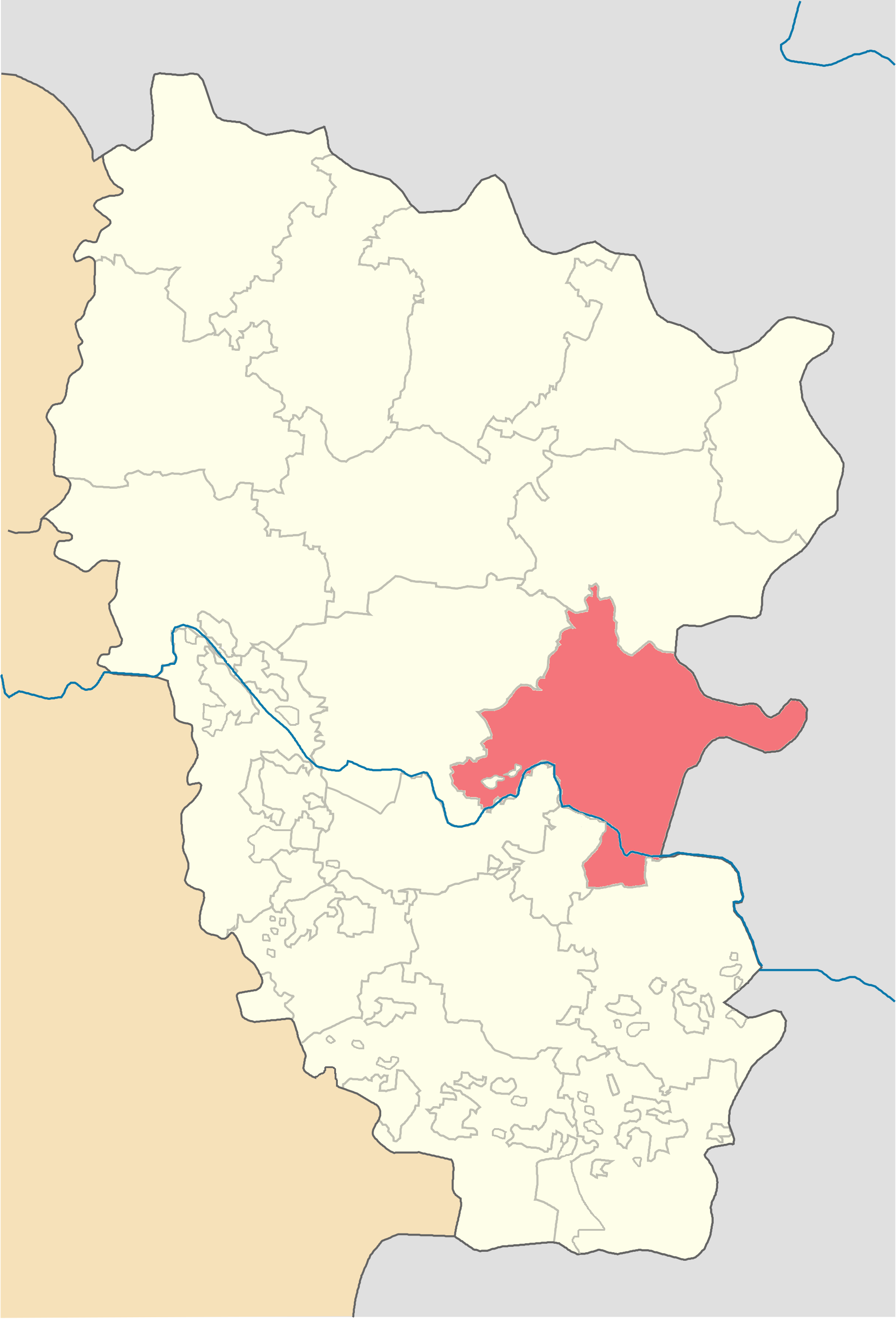
Rajon Stanytschno-Luhanske bis Juli 2020
Rajonsgebiet ab Juli 2020

## Administrative Gliederung
Auf kommunaler Ebene ist der Rajon in 5 Hromadas (1 Stadtgemeinde, 2 Siedlungsgemeinden, 2 Landgemeinden) unterteilt, denen jeweils einzelne Ortschaften untergeordnet sind.
Zum Verwaltungsgebiet gehören:
- 1 Stadt
- 3 Siedlungen städtischen Typs
- 72 Dörfer
- 7 Ansiedlungen

Die Hromadas sind im Einzelnen:
- Stadtgemeinde Schtschastja
- Siedlungsgemeinde Nowoajdar
- Siedlungsgemeinde Stanyzja Luhanska
- Landgemeinde Nyschnjoteple
- Landgemeinde Schyrokyj